# Дългият марш
Дългият марш (на китайски: 长征) е военно отстъпление на Червената армия на Китайската комунистическа партия с цел избягване на гонитбата от армията на Гоминдан в периода октомври 1934 г. – октомври 1935 г. Дългият марш не е един, а серия от маршове, докато различните комунистически армии на юг побягват на север и запад. Най-известният започва от провинция Дзянси през октомври 1934 г. Първата фронтова армия на Китайската съветска република, водена от неопитна военна комисия, е на ръба на унищожение от войските на генералисимус Чан Кайшъ. Комунистите под командването на Мао Дзъдун и Чжоу Енлай успяват да избягат чрез кръгово отстъпление на запад и на север, което продължава над 9000 km и 370 дни. Маршрутът минава през един от най-трудните терени на Китай и достига Шънси.
Дългият марш дава начало на изкачването на Мао Дзъдун към властта, чието ръководство по време на оттеглянето му печели подкрепата на партийните членове. Тежката борба на Дългия марш, който бива завършен от едва 1/10 от войската, която напуска Дзянси, става значим епизод от историята на комунистическата партия и затвърдява личния престиж на Мао Дзъдун и поддръжниците му като нови водачи на партията през следващите години.

## Причини
Към 1934 г. гоминданските сили под ръководството на Чен Чен обкръжават комунистическите райони в Дзянси и започват да се приготвят за масирана атака. Към април 11 дивизии нападат Централния съветски район от север и след едномесечен бой завземат Гуанчан. Под заплахата се намира и Жуйцзин – столицата на Китайската съветска република. През май на заседание на секретариата на временното Политбюро е взето решение за пребазиране на основните сили от Централния район с оглед на надвисналата заплаха от гоминданските войски. Изпълнителният комитет на Коминтерна одобрява това решение.
През лятото на 1934 г. с решение на секретариата на ЦК на ККП е създадена „тройка“ (Бо Гу, Ото Браун и Чжоу Енлай) за провеждане на пълна подготовка за избягване от обкръжението на Централния район и евакуация на ЦК на ККП към по-безопасен район.
В началото на юли 1934 г. е издадена заповед на 7-и армейски корпус на Червената армия за изтегляне на север и създаването във Фудзиен, Джъдзян, Дзянси и Анхуей на многобройни съветски опорни бази за отвличане на вниманието на войските на Чан Кайшъ от Централния съветски район. На 7 юли 7-и армейски корпус напуска Жуйцзин, за да се съедини с 10-а армия на Фан Чжимин между провинциите Джъдзян, Дзянси и Анхуей. Но поради малобройността си и недостатъка на боеприпаси той не успява се отърве от гоминданските сили. В началото на 1935 г. 10-а армия е напълно унищожена, а Фан Чжимин е пленен и екзекутиран.
В началото на юли 1934 г. 30 гоминдански дивизии започват настъпление към Централния съветски район от шест посоки. Бо Гу и Ото Браун вземат решение за водене на позиционна война във всички посоки, но превъзхождащите сили на противника принуждават частите на Червената армия да отстъпят навътре в Централния район, понасяйки тежки загуби.

## Дългият марш

### Бягство от Дзянси
Тъй като базата в Централния район не може да бъде удържана, Постоянният комитет назначава Бо (отговорен за политиката), Браун (отговорен за военната стратегия) и Чжоу (отговорен за изпълнението на военното планиране) да организират евакуацията. Тъй като врагът е наблизо, Чжоу, отговорен за логистиката, прави плановете си в пълна тайна. Не е разкрито кой и кога ще напусне – дори високопоставените ръководители са уведомени за маневрата на армията в последния момент. Не е ясно какъв критерий е използван за определяне кой ще остане и кой ще замине, но 16 хил. войници и някои от най-видните комунистически командири напускат, за да образуват ариергард, за да не позволят на основната сила от националистически сили да забележат.
Първите действия за отделяне на оттеглянето са предприети от силите на Фан Чжимин, преминавайки през линиите на Гоминдан през юни 1934 г. Въпреки че силите му скоро са разгромени, тези действия изненадват Гоминдан, които числено превъзхождат комунистите по това време и не очакват нападение по укрепения им периметър.
Ранните движения на войските всъщност служат за отвличане на вниманието от изтеглянето на по-важните лидери от Дзянси. На 16 октомври 1934 г. около 130 хил. войници и цивилни под командването на Бо Гу и Ото Браун нападат линията на Гоминдан близо до Юду. Над 86 хил. войници и 11 хил. души административен персонал и хиляди цивилни успяват да завършат пробива, като останалите ранени или болни войници продължават да воюват със забавителни действия, след като основната сила напуска и се разпръсква из селските части. Няколко видни членове на Китайската съветска република, които остават, са заловени и екзекутирани от Гоминдан след падането на Руиджин през ноември 1934 г., включително Цюй Цюбо и по-малкия брат на Мао Дзъдун, Мао Дзътан.
Изтеглянето започва в началото на октомври 1934 г. Разузнавателните агенти на Чжоу жънат успех при идентифицирането на голяма част от укрепените линии. Чжоу води успешни преговори с местния генерал, който пуска войските му да преминат без бой. Така Червената армия успешно преминава от Гуандун в Хунан.
След като преминава три от четири укрепени линии, нужни за избягване от обграждането, Червената армия е пресрещнат от редовна националистка войска и претърпява тежки загуби. От 86 хил. комунисти, опитали се да избягат от Дзянси с Първа червена армия, едва 36 хил. успяват да избягат. Поради лошия морал в Червената армия по това време, не е известно каква част от тези загуби са причинени от военни действия или от дезертьорство. Някои лидери на Червената армия са деморализирани от загубата (Бо Гу и Ото Браун), но Чжоу остава спокоен. Повечето загуби на комунистите се случват само през два дни на тежък бой – от 30 ноември до 1 декември 1934 г.

### Определяне на посоката на Червената армия
След бягството от обкръжението става ясно, че остатъците от Червената армия ще бъдат преследвани в Хунан, така че посоката на Червената армия се налага да бъде преразгледана. Планът за среща и прегрупиране с армията на Хе Лун става твърде рисков. Мао предлага на Чжоу Червената армия да промени посоката си към Гуейджоу, където се очаква вражеските сили да са по-слаби.
Установен е сборен пункт близо до границата между Хунан и Гуейджоу, за да се дискутира посоката на червеноармейците на 12 декември 1934 г. Чжоу подкрепя предложението на Мао, като така окуражава останалите лидери да не се подчиняват на възраженията на Бо и Браун. Скоро след това възниква още един диспут относно посоката на армията, малко след като тя достига планините в югоизточен Гуейджоу. Браун вярва, че те трябва да тръгнат към източната част на Гуейджоу, но Мао иска да отидат към западните части на Гуейджоу, където очаква войските на Гоминдан да са по-леки. В среща за решаване на посоката на армията, Чжоу застава на страната на Мао, което кара Браун да се разгневи. На срещата е решено армията да продължи на запад към Цзуни.
На 1 януари 1935 г. Червената армия достига река Ву. Бо и Браун отново настояват Червената армия да се изтегли към западен Хунан, за да се присъедини към комунистическите сили в района, но престижът им вече значително е намалял и предложенията им са отхвърлени. Дори Чжоу става нетърпелив и предлага ново правило, което да бъде въведено веднага – всички военни планове да трябва да се подават към Политбюрото за одобрение. То минава, като така лишава Браун от правото да ръководи военни дела. На 15 януари червеноармейците завладяват Цзуни – втория най-голям град в Гуейджоу. Както и Мао предсказва, градът е слабо охраняван и е твърде далеч от националистическите сили, за да бъда нападнат веднага. Когато Червената армия завладява града, тя вече е силно изтощена и наброява малко над 10 хил. души. Чжоу използва мирното време в Цзуни, за да извика голямо събрание на Политбюро с цел да се изучат причините за постоянните провали на комунистите.

### Конференция в Цзуни
Конференцията в Цзуни на комунистите продължава от 15 до 17 януари 1935 г. е води до прегрупиране на Политбюро на ЦК на ККП. Чжоу замисля конференцията като начин да се вземе поука от миналите провали на Червената армия и да се разработят бъдещи стратегии. Голяма част от дискусията се върти около това дали загубите на червеноармейците се дължат на неизбежни обстоятелства или неадекватно лидерство. Бо Гу, първият говорител, приписва загубите на армия на обективни причини, особено численото превъзходство на врага и слабата организация на комунистическите сили. Това не впечатлява публиката и кара Бо да изглежда като някой, който бяга от отговорност. Чжоу Енлай говори след него. Той хвърля вината за провала на червеноармейците върху лошите решения на лидерите и обвинява себе си като един от тримата най-отговорни за това. Неговата воля да поеме отговорност е добре приета. След това говори Мао, който анализира лошата тактика и стратегия на двамата лидери. С подкрепата на Чжоу, Мао печели най-голяма одобрение на събранието. 17 от 20 участващи (с изключение на Бо, Браун и Кай Фен) заемат неговата страна.
От тримата лидери, контролирали партията преди конференцията в Цзуни, само политическата кариера на Чжоу Енлай оцелява. Той частично се счита за отговорен за загубите на червеноармейците, но е задържан на върха на партията, заради различията си с Бо и Браун и заради подкрепата му към Мао. Въпреки това Мао не успява да се сдобие с достатъчно поддръжници на конференцията, за да придобие абсолютна власт над партията.

### Бягство от преследването на Чан
Когато армията продължава с марша си на север, прекият път до Съчуан е блокиран от силите на Чан Кайшъ. Силите на Мао прекарват следващите няколко месеца в маневри, за да избегнат пряк сблъсък с вражеските сили, но все още опитвайки се да се предвижат на север, за да се присъединят към Четвърта червена армия на Чжан Готао. Когато армиите на Чан захождат към Мао в северен Гуейджоу от три страни, Мао маневрира навън от обкръжението, като преминава река Чишуй общо четири пъти. След това Мао води армията си през река Уцзян и се отправя към Гуейян. Той симулира нападение над града, когато Чан е на посещение там. Чан нарежда на армията си в Кунмин да се придвижи на изток, за да спаси Гуейян, но червеноармейците веднага тръгват към Кунмин и навлизат в Юнан, където река Яндзъ е слабо охранявана.
През февруари 1935 г. жената на Мао, Хе Цзичжен, ражда момиченце. Поради трудните условия детето е оставено в местно семейство.
Комунистическите сили са тормозени както от Гоминдан, така и от местни милитаристи. За да избегнат фатална конфронтация, Чжоу и Мао маневрират с Червената армия на юг и на запад през Гуейджоу, Съчуан и Юнан, симулирайки атаки над градове, за да дегизират ходовете си. Първа червена армия преминава Яндзъ на 9 май 1935 г., избягвайки решително преследване, но все още ѝ се налага да се справи с опасни планински проходи на височина до 4000 m, тежки климатични условия, недостиг на храна, дрехи и екипировка, както и с местни племена, настроени враждебно срещу китайците. Червената армия трябва да преминава реки, охранявани от националистически части и местни военачалници. Най-известната битка се води при моста Лудин в Съчуан, възхвалявана в официалната история като героичен триумф, макар много историци да вярват, че трудността на битката е преувеличена.

### Конфликт с местните военачалници
Местните етнически военачалници често отказват да помагат на Гоминдан срещу комунистите, предпочитайки да си запазят силите. Китайското правителство иска да упражнява пълен контрол върху пограничните райони срещу местните военачалници. Така например военачалникът Лю Венхуей отказва да се сражава срещу червеноармейците, за да предпази войската си от унищожение.
Комунистическите сили на Дългия марш се сблъскват с камски въстаници в Камското въстание от 1934 г., които бягат от силите на тибетското правителство.

### Четвърта червена армия
През юни – юли 1935 г. войските под командване на Мао се обединяват с Четвърта червена армия, водена от Чжан Готао, който се е изтеглил западно от Хънан. Чжан поема по различен път на евакуация и пристига в Лиангеку с 84 хил. войници в относително добро състояние. Фактът, че контролира по-голяма войска, му дава властта да се противопоставя на авторитета на Чжоу и Мао, чиято власт се осланя основно на партийна подкрепа. Чжан изиксва от един от неговите генерали, Чен Чанхао, да поеме поста на Чжоу като политически комисар на цялата Червена армия и предлага самия себе си за глава на Военната комисия. Чжан твърди, че такава реогранизация ще създаде по-равна армейска организация. На 18 юли Чжоу напуска поста си като политкомисар и няколко лидерски позиции са заети от генерали на Четвърта червена армия.
Тези промени нямат значение в дългосрочен план, тъй като Чжан и Мао имат разногласия относно посоката на армията. Чжан настоява за поемане на югозапад, докато Мао държи да се тръгне на север към Шънси. Консенсус не е постигнат и двете армии накрая се разделят, като всяка поема по свой път.
По пътя им, силите на Чжан са почти унищожени от войската на Чан Кайшъ и неговите китайски мюсюлмански съюзници. Остатъкът от силите на Чжан по-късно се присъединява към елементи от Втора червена армия, преди накрая да се свърже със силите на Мао в Шънси.

### Втора червена армия
Втора червена армия започва своето изтегляне на запад от Хубей през ноември 1935 г., предвождана от Хе Лун, който командва 20-а армия на Гоминдан през 1923 г., преди да се присъедини към комунистическата партия. За наказание Чан Кайшъ нарежда близките на Хе Лун да бъдат екзекутирани. През 1932 г. Хе Лун основава революционен съвет на границата между Хунан и Дзянси, а през август 1934 г. получава командването над Втора червена армия, основавайки база в Хубей. Шести корпус от Първа червена армия е изпратен към Втора червена армия два месеца преди началото на Дългия марш.
На 19 ноември 1935 г. Втора червена армия тръгва на Дългия марш. Силите на Хе Лун стигат повече на запад, отколкото Първа червена армия, до Лицзян в Юнан и през тибетски възвишения в западен Съчуан. Войски на Втора червена армия арестуват двама европейски мисионери, Рудолф Босхарт и Арнолис Хейман, за 16 месеца.

### Обединяване на трите армии
Първа червена армия на Мао преминава през няколко блата и напада мюсюлманските сили на генералите Ма Буфан и Ма Букин. През октомври 1935 г. армията на Мао достига Шанси и се свързва с местните комунистически сили, които вече са основали съветска база в северната част на Шанси. Остатъкът от Четвърта армия на Чжан се присъединява към Мао в Шанси, но след като армията му е унищожена, Чжан, дори като основаващ член на комунистическата партия, не може да оспорва авторитета на Мао. След експедиция, продължила почти година, Втора червена армия достига Чжидан в Шанси на 22 октомври 1935 г.
По пътя си комунистическата армия конфискува имущество и оръжия от местните военачалници и земевладелци, докато вербуват селяните и бедните. Въпреки това само 8000 души под командването на Мао, Първа червена армия, успява накрая да се добере до последната дестинация, Юнан, през 1935 г. От тях около 7000 са сред първоначалните 100 хил. войници, които започват марша. Множество фактори допринасят за загубите, включително преумора, глад, студ, болести, дезертьорство и загуби в бой. По време на оттеглянето членовете на партията спадат от 300 хил. до около 40 хил. души.
През ноември 1935 г., малко след установяването в северната част на Шанси, Мао официално заема лидерската позиция на Чжоу Еналй в Червената армия. След голямо прегрупиране на държавните роли, Мао става председател на Военната комисия, а Чжоу и Дън Сяопин става заместник-председатели. Това маркира позицията на Мао като предопределен вожд на партията. И Мао, и Чжоу задържат позициите си до края на живота си.

## Последствия
Макар и с много жертви, Дългият марш дава на ККП изолацията, от която се нуждае, позволявайки на армията ѝ да се възстанови в северната част на Китай. Освен това маршът е особено важен за спомагането на ККП да получи положителна репутация сред селяните, благодарение на решителността и отдадеността на оцелелите участници. Мао пише през 1935 г.:
Дългият марш е манифест. Той обявява на света, че Червената армия е армия на герои, докато империалистите и бягащите им кучета, Чан Кайшъ и подобните му, са импотентни. Той обявява техния пълен провал да ни обграждат, гонят, възпрепятстват или пресрещат. Дългият марш е и пропагандна сила. Той обявява на около 200 милиона души в 11 провинции, че пътят на Червената армия е единственият път към освобождението.
Освен това политиките, заповядани от Мао на всички войници, инструктират армията да избягва саморазправа или неуважение със селяните, въпреки крещящата нужда от храна. Тези политики печелят подкрепата за комунистите сред селячеството.
Враждебностите спират, докато националистите и комунистите образуват национално обединение по време на Втората китайско-японска война от 1937 до 1945 г. През тези години китайските комунисти поддържат и затвърждават влиянието си. Те водят дисциплинирана и организирана партизанска кампания срещу превъзхождащите ги японски сили, което им позволява да добият повече опит. След края на Втората световна война възродилата се като комунистическа Осма армия, по-късно наричана Народна освободителна армия, изтласква Гоминдан извън континентален Китай към остров Тайван. След основаването на Китайската народна република през 1949 г., Дългият марш е прославян като пример за силата и жилавостта на комунистическата партия. Той затвърждава статута на Мао като неоспорим лидер на партията. Други участници в Дългия марш също продължават като видни партийни водачи.
Около Дългия марш съществуват много противоречащи сведения относно събитията. Някои критици и изследователи обявяват по-ранните сведения за митове, но не могат да го докажат или отхвърлят, тъй като правителството на Китай не позволява на независими историци да изследват темата. Малцината, които са успели да проведат изследвания, срещат проблеми с факта, че са минали много години откакто се е провела марша – много от оцелелите или не са живи, или не са способни да си спомнят събитията с точност.